# Кэдел Эванс Грейт Оушен Роуд 2025
9-й выпуск  Кэдел Эванс Грейт Оушен Роуд — шоссейной однодневной велогонки по дорогам Австралии. Гонка пройдёт 2 февраля 2025 года в рамках Мирового тура UCI 2025 (категория 1.UWT). Победу одержал швейцарский велогонщик Мауро Шмид.

## Участники
В гонке приняло участие 14 команд. В их числе 12 команд UCI WorldTeam, а также ещё две: Israel-Premier Tech и сборная Австралии.
| UCI WorldTeams (12)- Groupama-FDJ - EF Education-EasyPost - Team Jayco AlUla - Intermarché-Wanty - Red Bull-BORA-hansgrohe - Soudal Quick-Step - Cofidis - Movistar Team - Team Picnic-PostNL - Ineos Grenadiers - Lidl-Trek - XDS Astana Team UCI ProTeam- Israel-Premier Tech Национальная сборная- Австралия |
| |

## Маршрут
В 2025 году маршрут был незначительно изменён. Самым заметным новшеством стало увеличение длины начального отрезка, который пройдёт до Джелонга и обратно. В отличие от прошлогоднего маршрута, который проходил против часовой стрелки, в этом году он был направлен по часовой стрелке. Финальная часть маршрута осталась неизменной и прошла в городе, где в 2010 году состоялся чемпионат мира по шоссейному велоспорту. Здесь гонщики преодолеют дистанцию четыре раза, а главной трудностью станет подъём Challambra Crescent — единственное место, где можно попытаться изменить ситуацию и избежать вероятного финального группового спринта.

## Ход гонки
В начале гонки все внимание было приковано к Андреа Ракканьи Новьеро, молодому итальянскому гонщику, который недавно присоединился к команде Soudal-Quick Step. Примерно через 20 километров после старта он смог вырваться вперёд, опередив основную группу на 8 минут. Его сольная атака продолжалась более 80 километров. Когда его догнали, началась новая серия атак. Питер Серри из Soudal-Quick Step и Оливер Бледдин из сборной Австралии попытались оторваться, но их попытки были недолгими. Затем в гонку вступили Крис Харпер из Jayco-AlUla, Макс Уокер из EF Education-EasyPost, Руди Портер из сборной Австралии и Коннор Свифт из INEOS Grenadiers. Эта группа гонщиков продержалась вместе недолго, так как Крис Харпер решил атаковать соперников и начал заключительные 20 километров с преимуществом в полминуты. Однако подъём Чалламбра стал для него проблемой, и на его склонах его догнали Хавьер Ромо, Лоуренс Пити, Оскар Онли и Эстебан Чавес, а также Мауро Шмид. Чемпион Швейцарии выбрал подходящий момент и на спуске с подъёма смог оторваться от преследователей. Ему также помогло то, что никто из соперников не хотел выкладываться на полную и больше следил за другими, чем пытался догнать его.

## Результаты
| \| Генеральная классификация \| Генеральная классификация \| Генеральная классификация \| Генеральная классификация \| Генеральная классификация \| \| Гонщик \| Гонщик \| Команда \| Время \| \| \| ------------------------- \| ------------------------- \| ------------------------- \| ------------------------- \| ------------------------- \| \| 1-й \| Мауро Шмид \| Team Jayco AlUla \| 4ч 26' 07 \| \| \| 2-й \| Аарон Гейт \| XDS Astana Team \| + 3 \| \| \| 3-й \| Лоренс Пити \| Red Bull-Bora-Hansgrohe \| + 3 \| \| \| 4-й \| Хавьер Ромо \| Movistar Team \| + 3 \| \| \| 5-й \| Андреа Баджоли \| Lidl-Trek \| + 3 \| \| \| 6-й \| Корбин Стронг \| Israel-Premier Tech \| + 3 \| \| \| 7-й \| Магнус Шеффилд \| Ineos Grenadiers \| + 3 \| \| \| 8-й \| Реми Роша \| Groupama-FDJ \| + 3 \| \| \| 9-й \| Оскар Онли \| Team Picnic-PostNL \| + 3 \| \| \| 10-й \| Финн Фишер-Блэк \| Red Bull-Bora-Hansgrohe \| + 8 \| \| |                 |                         |           |
| |                 |                         |           |
| Источник: ProCyclingStats |                 |                         |           |
| Генеральная классификация |                 |                         |           |
| Гонщик | Гонщик          | Команда                 | Время     |
| 1-й | Мауро Шмид      | Team Jayco AlUla        | 4ч 26' 07 |
| 2-й | Аарон Гейт      | XDS Astana Team         | + 3       |
| 3-й | Лоренс Пити     | Red Bull-Bora-Hansgrohe | + 3       |
| 4-й | Хавьер Ромо     | Movistar Team           | + 3       |
| 5-й | Андреа Баджоли  | Lidl-Trek               | + 3       |
| 6-й | Корбин Стронг   | Israel-Premier Tech     | + 3       |
| 7-й | Магнус Шеффилд  | Ineos Grenadiers        | + 3       |
| 8-й | Реми Роша       | Groupama-FDJ            | + 3       |
| 9-й | Оскар Онли      | Team Picnic-PostNL      | + 3       |
| 10-й | Финн Фишер-Блэк | Red Bull-Bora-Hansgrohe | + 8       |